# Vojkovice (Karlovy Vary-i járás)
Vojkovice település Csehországban, a Karlovy Vary-i járásban. Vojkovice Hradiště, Ostrov, Krásný Les, Velichov és Stráž nad Ohří településekkel határos. Lakosainak száma 625 fő (2024. január 1.).

## Népesség
A település lakosságának változását az alábbi diagram mutatja:
| Lakosok száma | 775  | 1290 | 1361 | 901  | 730  | 626  | 640  | 619  | 582  | 625  |
|               | 1869 | 1900 | 1921 | 1961 | 1980 | 2011 | 2016 | 2019 | 2021 | 2024 |